# Диллен, Эбигейл
Эбигейл Диллен (англ. Abigail Dillen; Нью-Мексико, США) — юрист по вопросам окружающей среды и руководитель организации Earthjustice, которая занимается вопросами защиты окружающей среды. Многие климатические организации мира называют её деятельность «установление прецедента». Например, её защита бездорожных территорий. Журнал «Мари Клэр» назвала её мастером перемен 2020 года.

## Деятельность
Диллен получила степень доктора юридических наук в юридической школе Калифорнийского университета в Беркли и с 2000 года работает в Earthjustice. Она руководит программами экологически чистой энергии и угля в Earthjustice. В 2018 году она стала исполнительным директором, сменив Трип Ван Ноппен.
Диллен автор антологии «All We Can Save» («Все, что мы можем спасти»). Она также публиковала статьи для USA Today, Huffington Post, The Hill, EcoWatch и других новостных платформ.

## Личная жизнь
Диллен выросла в Нью-Мексико. Она замужем за архитектором Джасмитом Рангром, и у неё сын.